# 希臘裏海七鰓鰻
希臘裏海七鰓鰻（學名：Caspiomyzon graecus），又稱希臘雙齒七鰓鰻，為圓口綱七鰓鰻目七鰓鰻科裏海七鰓鰻屬的一種，被IUCN列為極危保育類動物，分布於歐洲希臘伊庇魯斯邊緣地區，僅在洛羅斯河及其支流菲利皮亞斯溪中發現，為特有種，成魚的唇齒大而鈍，呈路面狀排列，覆蓋所有區域，第一前排有一顆或多顆雙尖牙，第一後排有兩個或兩個以上的雙尖牙，口下板有7-11顆牙齒，幼魚和成魚有53-61個軀幹肌節，尾鰭圓形，體長可達18.9公分，棲息在溪流底層，為底棲性魚類，屬肉食性，生活習性不明。